# I-73
I-73 (Interstate 73) — межштатная автомагистраль в Соединённых Штатах Америки длиной 33,5 мили (53,9 км). В настоящий момент проходит по территории штата Северная Каролина.

## Маршрут магистрали
По состоянию на 2010 год магистраль располагается целиком в штате Северная Каролина: северный конец дороги располагается в городе Гринсборо, южный — немного южнее Кандора. В будущем I-73 будет проходить от Южной Каролины на юге до Мичигана на севере.

## Основные пересечения
- NC 211, Кандор
- NC 24 / NC 27, Биско
- NC 705